# Kokotek (przystanek kolejowy)
Kokotek – zlikwidowany przystanek osobowy oraz posterunek odstępowy w Lublińcu. Położony w południowej części miasta. Został otwarty w dniu 30 września 1952 roku razem z linią kolejową z Lublińca do Paczyny. Na przystanku zatrzymywały się do 23 maja 1971 roku tylko pociągi osobowe relacji Lubliniec – Gliwice, a także pociągi relacji Lubliniec – Katowice przez Gliwice, Zabrze.
Przystanek leży na magistrali węglowej Gliwice – Lubliniec.